# Andrew McDonald (water-polo)
Pour les articles homonymes, voir Andrew McDonald et McDonald.
Andrew John McDonald dit Drew McDonald, né le 19 octobre 1955 à Vancouver, est un joueur de water-polo américain.

## Biographie
Andrew McDonald fait partie de l'équipe des États-Unis de water-polo masculin ayant remporté les Jeux panaméricains de 1983 et de la sélection médaillée d'argent aux Jeux olympiques d'été de 1984 à Los Angeles.
Il a été l'époux de la nageuse Kim Peyton.